# Museum der Phantasie
Het Museum der Phantasie (Museum van de Fantasie), ook wel het Buchheim-Museum genoemd, is een museum in Bernried aan de Starnberger See. Het museum is genoemd naar de schrijver en kunstschilder Lothar-Günther Buchheim en werd op 23 mei 2001 geopend.
Het gebouw is ontworpen door de architect Günter Behnisch en kwam in 1999 gereed. Het gebouw bevat 4000 vierkante meter vloeroppervlakte en is gebaseerd op de vorm van een schip; er is een wandelpier die uitsteekt over het water. In het park rondom het museum zijn sculpturen opgesteld. Het heeft een aantal jaren geduurd voordat Buchheim een geschikte locatie voor zijn plannen voor het museum vond. De eerste keuze van de verzamelaar was gevallen op de plaats Feldafing, maar dit plan kon wegens protesten uit de bevolking geen doorgang vinden.
Het Museum der Fantasie herbergt een verzameling expressionistische kunst met werken van bijvoorbeeld Erich Heckel, Emil Nolde, Ernst Ludwig Kirchner en Max Pechstein.
Daarnaast is in het museum een deel van de etnografische collectie tentoongesteld, die Buchheim tijdens zijn reizen opbouwde. Bovendien is er aandacht voor de schilderijen, die Bucheim zelf als kunstschilder produceerde.